# Leslie Sullivan
Leslie Sullivan (ngày 11 tháng 4 năm 1916 - 1978), sinh Leslie Smulian, là một người Anh -sinh ở Rhodesian. Ông là người dẫn chương trình radio làm việc cho đài Broadcasting Corporation Rhodesian. Ông đã tổ chức chương trình buổi sáng Radio Rhodesia trong phần lớn sự nghiệp của mình. Trong hai thập niên 60 - 70, ông là nhân vật trên radio nổi tiếng nhất ở Rhodesia.
Sinh ra ở Anh, Sullivan di cư đến Nam Phi với cha mẹ khi còn trẻ và phục vụ trong Quân đội Nam Phi trong Thế chiến II. Ông chuyển đến Mozambique thuộc Bồ Đào Nha vào năm 1952, nơi đầu tiên ông làm việc trong đài phát thanh. Năm 1959, ông nhận một công việc làm việc cho Tập đoàn Phát thanh Liên bang, và chuyển đến Nam Rhodesia, tổ chức chương trình buổi sáng Radio Rhodesia. Sullivan qua đời năm 1978 tại Rhodesia.

## Đầu đời
Leslie Smulian (sau đổi thành Sullivan) sinh ngày 11 tháng 4 năm 1916 tại Anh, Vương quốc Anh. Khi còn trẻ, anh được đào tạo ở London với Samuel Messener làm nhân viên bất động sản. Năm 1938, ông chuyển đến Liên minh Nam Phi cùng cha mẹ. Trong Thế chiến II, ông phục vụ trong Tiểu đoàn thứ hai của Trung đoàn Scotland Transvaal.

## Nghề nghiệp

### Sự nghiệp ban đầu
Sau khi hoàn thành nghĩa vụ quân sự, Sullivan trở về Nam Phi và làm việc bán tài sản thương mại cho doanh nhân JH Isaacs. Sau đó, ông làm nhân viên bán hàng bán máy photocopy Gestetner. Mặc dù anh ấy là một người bán hàng thành công nhưng anh ấy vẫn muốn chuyển nghề. Vào tháng 3 năm 1952, ông bắt đầu làm việc tại Đài phát thanh Lourenço Marques (LM) với tư cách là phát thanh viên. Anh sớm trở thành một trong những người thông báo LM Radio nổi tiếng nhất.

### Sự nghiệp tại đài phát thanh Rhodesia
Năm 1958, sau sáu năm làm việc tại LM Radio, Sullivan đã được mời làm phát thanh viên và nhà sản xuất tại Tổng công ty Phát thanh Liên bang (sau này là Tổng công ty Phát thanh Truyền hình Rhodesia và ngày nay là Tổng công ty Phát thanh Truyền hình Zimbabwe). FBC có trụ sở tại Salisbury, Nam Rhodesia (khi đó là một phần của Liên đoàn Rhodesia và Nyasaland). Đài phát thanh thương mại vừa được giới thiệu ở Rhodesia vào thời điểm đó và Sullivan được thuê làm phát thanh viên buổi sáng đầu tiên về dịch vụ thương mại mới khi nó bắt đầu vào ngày 6 tháng 4 năm 1958.
Sullivan sẽ đến trường quay khoảng 45 phút trước khi Radio Rhodesia lên sóng vào mỗi buổi sáng và sẽ có một "giấc ngủ quyền lực", thức dậy ngay trước khi buổi biểu diễn bắt đầu. Vào khoảng năm phút trước 6:00, anh ấy sẽ trình bày "suy nghĩ cho cả ngày", thường là một thông điệp truyền cảm hứng. Từ 6:00 đến 6:30, tin tức và dự báo thời tiết đã được báo cáo, sau đó một số nhạc sẽ phát, và sau đó Sullivan sẽ phát sóng trở lại. Anh ấy chào khán giả bằng "Sáu giờ ba mươi, dậy đii..ii..ii..ii.i.i..!" để đánh thức người nghe. Thường tiếp nối bằng một bài hát trẻ em, mặc dù khán giả của anh cũng bao gồm nhiều người lớn. Hennie Bekker là nghệ sĩ piano thường trực của chương trình. Chương trình này cũng bao gồm một phân đoạn trong đó Sullivan sẽ chào đón những người nhập cư mới ở Rhodesia theo tên. Anh ta cũng thường kể chuyện cười, nhiều trong số đó có chất lượng radio (ví dụ: "Bạn gọi một kẻ khủng bố châu Phi được tài trợ bởi Rowntrees Trust là gì?... Một người lính sô cô la. ") 
Sullivan, trong phần lớn lịch sử của Rhodesia, là phát thanh viên nổi tiếng nhất ở nước này. Thủ tướng Roy Welensky nói rằng sau chính ông ấy, Sullivan là người nổi tiếng nhất ở Rhodesia. Với câu khẩu hiệu "Tia nắng nhỏ của bạn", anh là đài truyền hình nổi tiếng nhất. Ông ở lại với Tập đoàn phát thanh truyền hình Rhodesian cho đến khi nghỉ hưu năm 1976, và được Leslie McKenzie kế nhiệm. Ông mất năm 1978.